# Lista rezervațiilor naturale din județul Dolj
Lista rezervațiilor naturale din județul Dolj cuprinde ariile protejate de inters național (rezervații naturale), aflate pe teritoriul administrativ al județului Dolj, declarate prin Legea Nr. 5 din 6 martie 2000 și Hotărârea de Guvern Nr. 2151 din 30 noiembrie 2004 (privind instituirea regimului de arie naturală protejată pentru noi zone).

## Lista ariilor protejate
| Denumirea ariei protejate                           | Cod       | Localizare         | Categorie IUCN | Tip           | Suprafață (ha) | Observații (foto)          |
| --------------------------------------------------- | --------- | ------------------ | -------------- | ------------- | -------------- | -------------------------- |
| Balta Cilieni - Băilești                            | RONPA0412 | Băilești           | IV             | acvatic       | 47             | zonă umedă                 |
| Balta Neagră                                        | RONPA0414 | Desa               | IV             | acvatic       | 1,20           | zonă umedă                 |
| Balta Lată                                          | RONPA0415 | Ciupercenii Noi    | IV             | acvatic       | 28             | zonă umedă                 |
| Complexul lacustru Preajba-Făcăi                    | RONPA0411 | Craiova, Făcăi     | IV             | acvatic       | 28             | zonă umedă                 |
| Dunele Dăbuleni („La Cetate”)                       | RONPA0403 | Dăbuleni           | IV             | botanic       | 8              |                            |
| Lacul Adunații de Geormane                          | RONPA0410 | Bratovoești        | IV             | acvatic       | 102            | zonă umedă                 |
| Lacul Ionele                                        | RONPA0413 | Desa               | IV             | acvatic       | 3,20           | zonă umedă                 |
| Lacul Caraula                                       | RONPA0418 | Caraula            | IV             | acvatic       | 20             | zonă umedă                 |
| Locul fosilifer Bucovăț                             | RONPA0407 | Bucovăț            | IV             | paleontologic | 4              |                            |
| Locul fosilifer Drănic                              | RONPA0408 | Drănic             | IV             | paleontologic | 6              |                            |
| Pajiștea Cetate din Lunca Dunării                   | RONPA0405 | Cetate             | IV             | botanic       | 6              |                            |
| Pajiștea Gogoșu-Ștefănel                            | RONPA0406 | Gogoșu             | IV             | botanic       | 10             |                            |
| Pajiștea halofilă Gighera                           | RONPA0404 | Gighera            | IV             | botanic       | 4              |                            |
| Pădurea seculară Zăval                              | RONPA0884 | Gighera, Ostroveni | IV             | forestier     | 351            | declarat prin HG 2151/2004 |
| Poiana Bujorului din Pădurea Plenița                | RONPA0401 | Plenița            | IV             | botanic       | 50             |                            |
| Râul Bălășan (amonte de Băilești)                   | RONPA0417 | Fântânele          | IV             | acvatic       | 36             | zonă umedă                 |
| Râurile Desnățui și Terpezița (amonte de Fântânele) | RONPA0416 | Teslui             | IV             | acvatic       | 80             | zonă umedă                 |
| Rezervația ornitologică Ciuperceni-Desa             | RONPA0409 | Ciupercenii Noi    | IV             | ornitologic   | 200            |                            |
| Valea Rea-Radovan                                   | RONPA0402 | Segarcea, Radovan  | IV             | botanic       | 20             |                            |